# Ludwig de Saxa-Coburg-Kohary
Prințul Ludwig de Saxa-Coburg-Kohary (Ludwig Gaston Klemens Maria; 15 septembrie 1870 - 23 ianuarie 1942) a fost al patrulea fiu al Prințului Ludwig August de Saxa-Coburg-Kohary și a soției sale, Leopoldina a Braziliei.